# Данильченково
Дани́льченково — село в Лазовском муниципальном районе Приморского края России. Входит в состав Чернорученского сельского поселения.

## География
Расположено в 50 км от районного центра села Лазо.
Через село проходит автомобильная дорога Р447.

## История
По воспоминаниям местных жителей село было основано в 1902 году.

## Население
| 1915 | 1926 | 2002 | 2007 | 2008 | 2010 |
| ---- | ---- | ---- | ---- | ---- | ---- |
| 172  | ↗266 | ↘180 | ↗183 | ↘179 | ↘176 |

## Улицы
| - ул. Весёлая, - ул. Ключевая, - ул. Партизанская, - ул. Садовая, - ул. Советская. |

## Известные уроженцы
- Макитрук, Филипп Макарович (1910—2001) — советский военнослужащий, красноармеец, Герой Советского Союза.